# Heteronemertea
 Heteronemertea — ряд неозброєних немертин. Ряд містить понад 500 видів. 

## Опис
Шкірно-м'язовий мішок Heteronemertea містить 3 основних шари м'язів: зовнішній поздовжній, середній кільцевий та внутрішній поздовжній. Бічні нервові стовбури лежать поза кільцевою мускулатурою, як у Palaeonemertea, проте завжди відокремлені від епідермісу добре розвиненим шаром зовнішньої поздовжньої мускулатури.

## Класифікація
Ряд містить наступні родини:
- Baseodiscidae
- Cerebratulidae
- Gorgonorhynchidae
- Lineidae
- Mixolineidae
- Panorhynchidae
- Poliopsiidae
- Polybrachiorhynchidae
- Pussylineidae
- Riseriellidae
- Valenciniidae